# Campionati tedeschi di sci alpino 2000
I Campionati tedeschi di sci alpino 2000 si svolsero a Balderschwang e a Sankt Moritz (in Svizzera) dal 23 marzo al 2 aprile. Il programma incluse gare di discesa libera, supergigante, slalom gigante e slalom speciale, sia maschili sia femminili.
Trattandosi di competizioni valide anche ai fini del punteggio FIS, vi parteciparono anche sciatori di altre federazioni, senza che questo consentisse loro di concorrere al titolo nazionale tedesco.

## Risultati

### Uomini

#### Discesa libera
| Pos. | Atleta               | Nazione     | Tempo   |
| ---- | -------------------- | ----------- | ------- |
| 1    | Max Rauffer          | Germania    | 1:23,86 |
| 2    | Ambrosi Hoffmann     | Svizzera    | 1:24,20 |
| 3    | Finlay Mickel        | Regno Unito | 1:24,45 |
| 4    | Craig Branch         | Australia   | 1:24,46 |
| 5    | AJ Bear              | Austria     | 1:24,48 |
| 6    | Rolf von Weissenfluh | Svizzera    | 1:24,51 |
| 7    | Florian Eckert       | Germania    | 1:24,52 |
| 8    | Lorenzo Galli        | Italia      | 1:24,59 |
| 9    | Maurizio Feller      | Italia      | 1:24,62 |
| 10   | Roland Fischnaller   | Italia      | 1:24,74 |
|      |                      |             |         |
| 19   | Martin Kraus         | Germania    | 1:25,17 |

Data: 23 marzo

Località: Sankt Moritz

#### Supergigante
| Pos. | Atleta          | Nazione   | Tempo   |
| ---- | --------------- | --------- | ------- |
| 1    | Florian Eckert  | Germania  | 1:13,79 |
| 2    | Max Rauffer     | Germania  | 1:14,08 |
| 3    | Maurizio Feller | Italia    | 1:14,28 |
| 4    | Martin Kraus    | Germania  | 1:14,35 |
| 5    | Ludwig Sprenger | Italia    | 1:14,50 |
| 6    | Lorenzo Galli   | Italia    | 1:14,60 |
| 7    | Matteo Berbenni | Italia    | 1:14,69 |
| 8    | AJ Bear         | Australia | 1:14,72 |
| 9    | Craig Branch    | Australia | 1:14,81 |
| 9    | Daniel Dorigo   | Italia    | 1:14,81 |

Data: 25 marzo

Località: Sankt Moritz

#### Slalom gigante
| Pos. | Atleta              | Nazione  | Tempo   |
| ---- | ------------------- | -------- | ------- |
| 1    | Markus Eberle       | Germania | 2:01,66 |
| 2    | Matthias Lanzinger  | Austria  | 2:02,46 |
| 3    | Alois Vogl          | Germania | 2:02,66 |
| 4    | Martin Marinac      | Austria  | 2:02,93 |
| 5    | Manfred Pranger     | Austria  | 2:03,19 |
| 6    | Andreas Ertl        | Germania | 2:04,33 |
| 7    | Martin Kammerlander | Austria  | 2:04,47 |
| 8    | Hannes Reichelt     | Austria  | 2:05,31 |
| 9    | Johannes Stehle     | Germania | 2:05,55 |
| 10   | Christoph Dreier    | Austria  | 2:05,85 |

Data: 1º aprile

Località: Balderschwang

#### Slalom speciale
| Pos. | Atleta             | Nazione     | Tempo   |
| ---- | ------------------ | ----------- | ------- |
| 1    | Kurt Engl          | Austria     | 1:37,64 |
| 2    | Stanley Hayer      | Rep. Ceca   | 1:38,45 |
| 3    | Andreas Ertl       | Germania    | 1:38,69 |
| 4    | Alois Vogl         | Germania    | 1:38,70 |
| 5    | Markus Eberle      | Germania    | 1:39,02 |
| 6    | Manfred Pranger    | Austria     | 1:39,06 |
| 7    | Thomas Graggaber   | Austria     | 1:39,39 |
| 8    | John Moulder-Brown | Regno Unito | 1:39,65 |
| 9    | Christoph Dreier   | Austria     | 1:39,79 |
| 10   | Rogier Oosterbaan  | Paesi Bassi | 1:40,18 |

Data: 2 aprile

Località: Balderschwang

### Donne

#### Discesa libera
| Pos. | Atleta               | Nazione  | Tempo   |
| ---- | -------------------- | -------- | ------- |
| 1    | Petra Haltmayr       | Germania | 1:28,99 |
| 2    | Sabrina Beer         | Germania | 1:29,46 |
| 3    | Isabelle Huber       | Germania | 1:30,02 |
| 4    | Maria Riesch         | Germania | 1:30,22 |
| 5    | Alexandra Kolier     | Germania | 1:30,28 |
| 6    | Christina Fehrenbach | Germania | 1:30,65 |
| 7    | Miriam Vogt          | Germania | 1:30,76 |
| 8    | Stefanie Meigel      | Germania | 1:31,24 |
| 9    | Susanne Beer         | Germania | 1:31,49 |
| 10   | Jessica Wiederhold   | Germania | 1:32,53 |

Data: 23 marzo

Località: Sankt Moritz

#### Supergigante
| Pos. | Atleta             | Nazione  | Tempo   |
| ---- | ------------------ | -------- | ------- |
| 1    | Petra Haltmayr     | Germania | 1:16,40 |
| 2    | Alexandra Kolier   | Germania | 1:18,87 |
| 3    | Isabelle Huber     | Germania | 1:17,89 |
| 4    | Miriam Vogt        | Germania | 1:18,50 |
| 5    | Stefanie Meigel    | Germania | 1:18,79 |
| 6    | Katrin Luft        | Germania | 1:20,02 |
| 7    | Christina Mauckner | Germania | 1:20,16 |
| 8    | Maria Riesch       | Germania | 1:20,20 |
| 9    | Susanne Beer       | Germania | 1:20,42 |
| 10   | Anja Wehrle        | Germania | 1:20,78 |

Data: 25 marzo

Località: Sankt Moritz

#### Slalom gigante
| Pos. | Atleta               | Nazione   | Tempo   |
| ---- | -------------------- | --------- | ------- |
| 1    | Martina Ertl         | Germania  | 2:03,53 |
| 2    | Marlies Schild       | Austria   | 2:05,22 |
| 3    | Maren Günter         | Germania  | 2:05,98 |
| 4    | Petra Haltmayr       | Germania  | 2:05,99 |
| 5    | Eva Kurfürstová      | Rep. Ceca | 2:06,28 |
| 6    | Lucie Hrstková       | Rep. Ceca | 2:06,88 |
| 7    | Michaela Kofler      | Austria   | 2:07,63 |
| 8    | Alexandra Kolier     | Germania  | 2:07,85 |
| 9    | Katarzyna Karasińska | Polonia   | 2:08,09 |
| 10   | Andrea Felber        | Austria   | 2:08,47 |

Data: 2 aprile

Località: Balderschwang

#### Slalom speciale
| Pos. | Atleta               | Nazione   | Tempo   |
| ---- | -------------------- | --------- | ------- |
| 1    | Annemarie Gerg       | Germania  | 1:39,00 |
| 2    | Eva Kurfürstová      | Rep. Ceca | 1:40,24 |
| 3    | Simone Behringer     | Germania  | 1:40,64 |
| 4    | Maren Günter         | Germania  | 1:40,89 |
| 5    | Carina Raich         | Austria   | 1:41,10 |
| 6    | Kartin Holzer        | Austria   | 1:41,16 |
| 7    | Dagmara Krzyżyńska   | Polonia   | 1:41,48 |
| 8    | Jeannette Korten     | Australia | 1:41,95 |
| 9    | Marlies Schild       | Austria   | 1:42,03 |
| 10   | Katarzyna Karasińska | Polonia   | 1:42,20 |

Data: 1º aprile

Località: Balderschwang